# Ленер, Славомир
Славомир Ленер (чеш. Slavomír Lener; 10 марта 1955, Бероун, Чехословакия) — чешский хоккейный тренер и функционер.

## Биография
В хоккей не играл, начал тренировать в возрасте 25 лет. Работал со второй командой «Дукла» Йиглава (1980–81), тренировал ЧЛТК Прага (1981–86). В 1986 году прошёл краткую стажировку в мужской сборной Китая по хоккею с шайбой. Был ассистентом главного тренера клубов НХЛ «Калгари Флэймз» (1992–95) и «Флорида Пантерз» (1992–95), главным тренером пражской «Спарты» (1996–98, 2004–05), шведских клубов «Лулео» (2005–07) и «Линчёпинг» (2008–10), немецкого «Дюссельдорфа» (2007–08). Помимо работы в НХЛ наибольшей известности добился будучи тренером сборной Чехии: ассистент Лудека Букача на чемпионате мира и кубке мира 1996 года, ассистент Ивана Глинки на чемпионатах мира 1997 и 1998 годов и на Олимпийских играх 1998 года в Нагано. Был главным тренером молодёжной сборной Чехии в сезоне 1995/96 и главным тренером сборной Чехии на чемпионатах мира 2003 и 2004 годов. С 2010 по 2017 год занимал должность генерального менеджера сборной Чехии и шеф-тренера чешского хоккейного союза.

## Достижения

### Главный тренер
- Бронзовый призёр чешской Экстралиги 1997

### Ассистент
- Чемпион Олимпийских игр 1998
- Чемпион мира 1996
- Бронзовый призёр чемпионатов мира 1997 и 1998

### Генеральный менеджер
- Серебряный призёр чемпионата мира среди юниоров 2014
- Бронзовый призёр чемпионатов мира 2011 и 2012